# Дворец культуры железнодорожников (Ростов-на-Дону)
Дворец культуры железнодорожников (ДК Железнодорожников, Лендворец) — дом культуры в Ростове-на-Дону.

## История
В начале 1924 года профсоюз главных мастерских Владикавказской железной дороги в Ростове-на-Дону выступил с инициативой строительства Дворца Труда в честь вождя пролетариата В. И. Ленина (также назывался Рабочий дворец имени Ленина или Лендворец).
Место под строительство Дворца культуры было выбрано не случайно. Здесь в декабре 1905 года народная дружина, состоящая из рабочих Владикавказской железной дороги, на баррикаде № 1 с 13 по 20 декабря отражала натиск царских войск и казаков.
3 мая 1924 года состоялась закладка фундамента будущего Дворца культуры железнодорожников. Строительство продвигалось быстро и 6 ноября 1927 года состоялось торжественное открытие дворца. Авторы проекта архитекторы Михаил Кондратьев, А.Маркелов, Леонид Эберг.
Первых посетителей Дворец принял в 1928 году. C этого момента все крупные железнодорожные мероприятия и торжественные встречи проходили в стенах дворца. Одним из таких памятных событий стала встреча железнодорожников с Михаилом Шолоховым в октябре 1934 года. В 1941 году в Лендворце был сформирован 1135-й стрелковый полк 339-й ростовской стрелковой дивизии.
Во время Великой Отечественной войны здание дворца было частично разрушено. Проект его восстановления составила архитектор Зоя Поченцова-Орлинская. Полностью восстановительные работы завершились в 1957 году. В 1960 году открылся музей железнодорожной славы, в 1961 году — музей истории, религии и атеизма.
На здании Дворца культуры были установлены три мемориальные доски:
- «Дворец культуры железнодорожников имени В. И. Ленина построен на месте вооруженного восстания 1905 года ростовских рабочих против царского самодержавия»,
- «В вооруженном восстании рабочих против царского самодержавия в 1905 году героически погибли: Анатолий Собино, Пивин „Ноги“, Клара Рейзман, товарищ Василий, Сара Лейтер, Антон Уваров»,
- «В этом здании в августе 1941 года был сформирован 1135 стрелковый полк 339-й ростовской стрелковой дивизии».

## Описание
Дворец культуры железнодорожников стал первым зданием в Ростове-на-Дону, выполненным в стиле советского конструктивизма, и одним из первых в СССР Дворцов для рабочих. Здание имеет многочастную структуру. Состоит из семиэтажной высотной части справа от главного фасада и протяжённой четырёхэтажной части. Карниз и антаблемент опираются на четыре цилиндрические и две квадратные колонны коринфского ордера. Первый этаж рустован. К парадному входу ведут два широких лестничных марша по 10 ступеней каждый. Три центральных двери украшают треугольные сандрики. Фасад оштукатурен. Внутренняя сложная планировка концентрируется вокруг театрального и кинозалов. Дворец и поныне остаётся одним из крупнейших дворцовых зданий на юге России. Во дворце культуры железнодорожников имеется театрально-концертный зал на 700 мест, банкетный зал на 300 мест. В здании работает более тридцати кружков, студий и клубных формирований, в которых занимается около двух тысяч человек.
В ходе послевоенной реставрации фасад претерпел довольно сильные изменения. В этот период конструктивизм подвергся своеобразным гонениям, у главного входа во дворец был организован гигантский портал с колоннадой. Тем не менее беглый осмотр с большого расстояния помогает представить силуэт здания в первозданном виде.

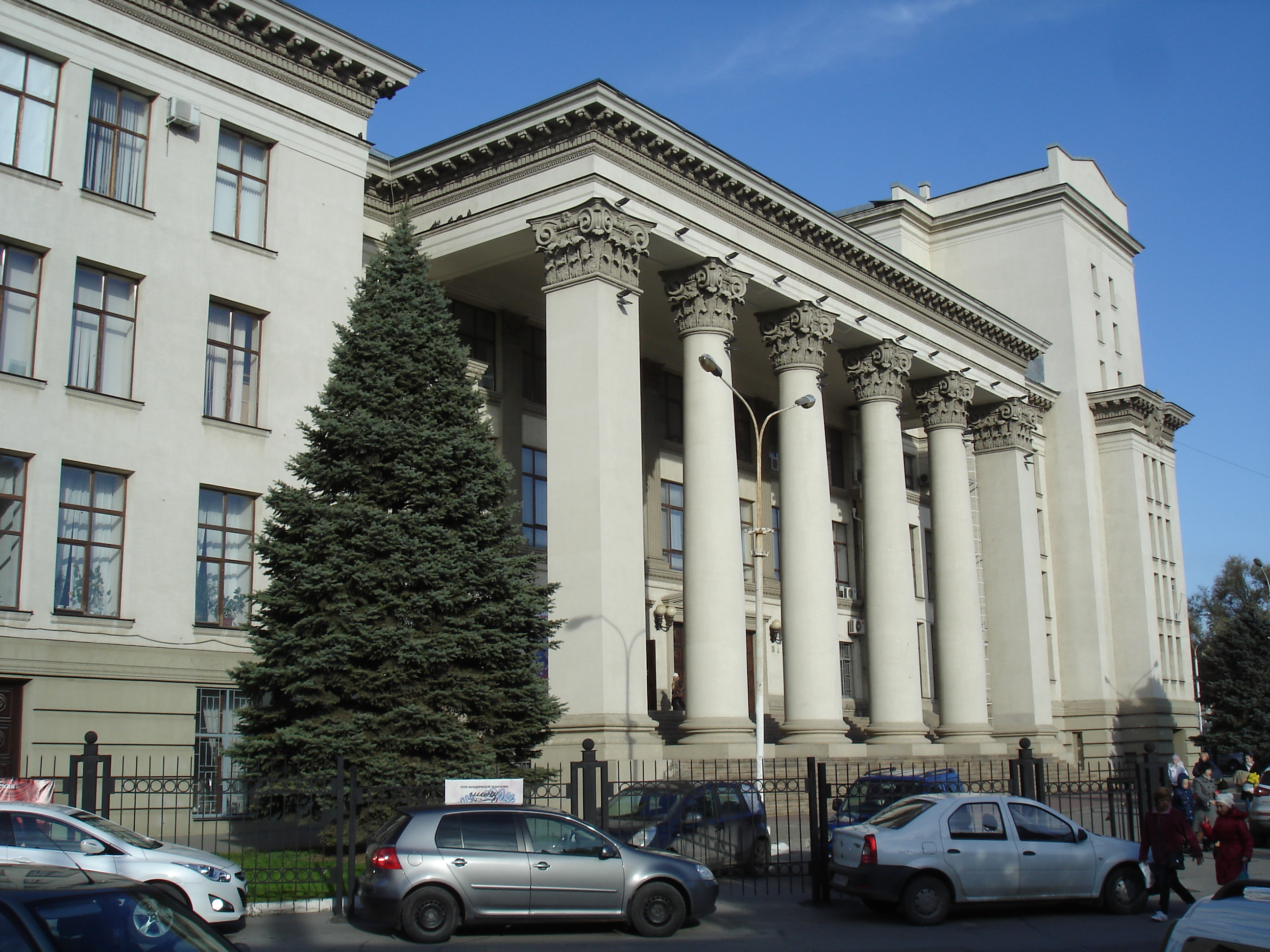
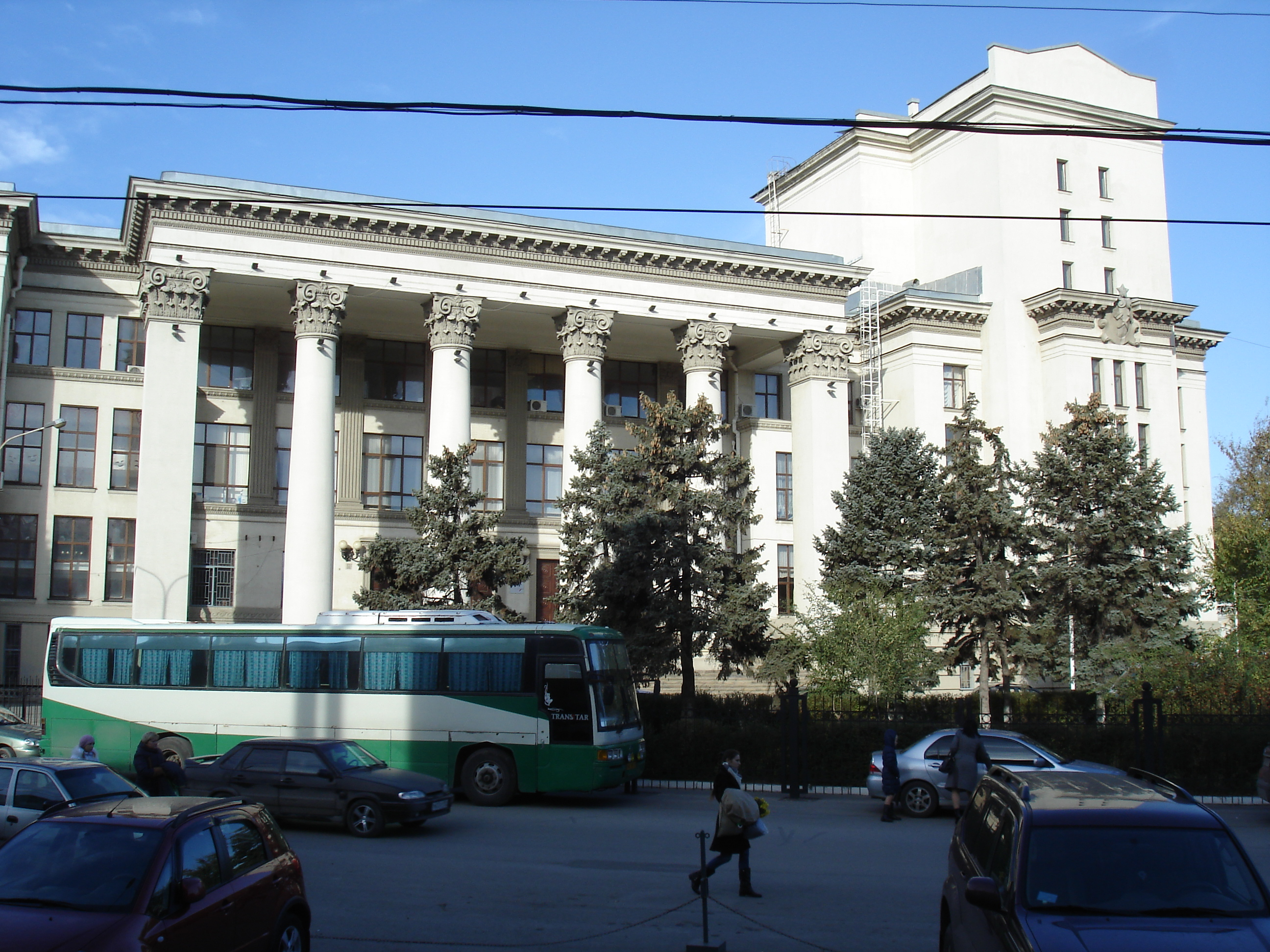
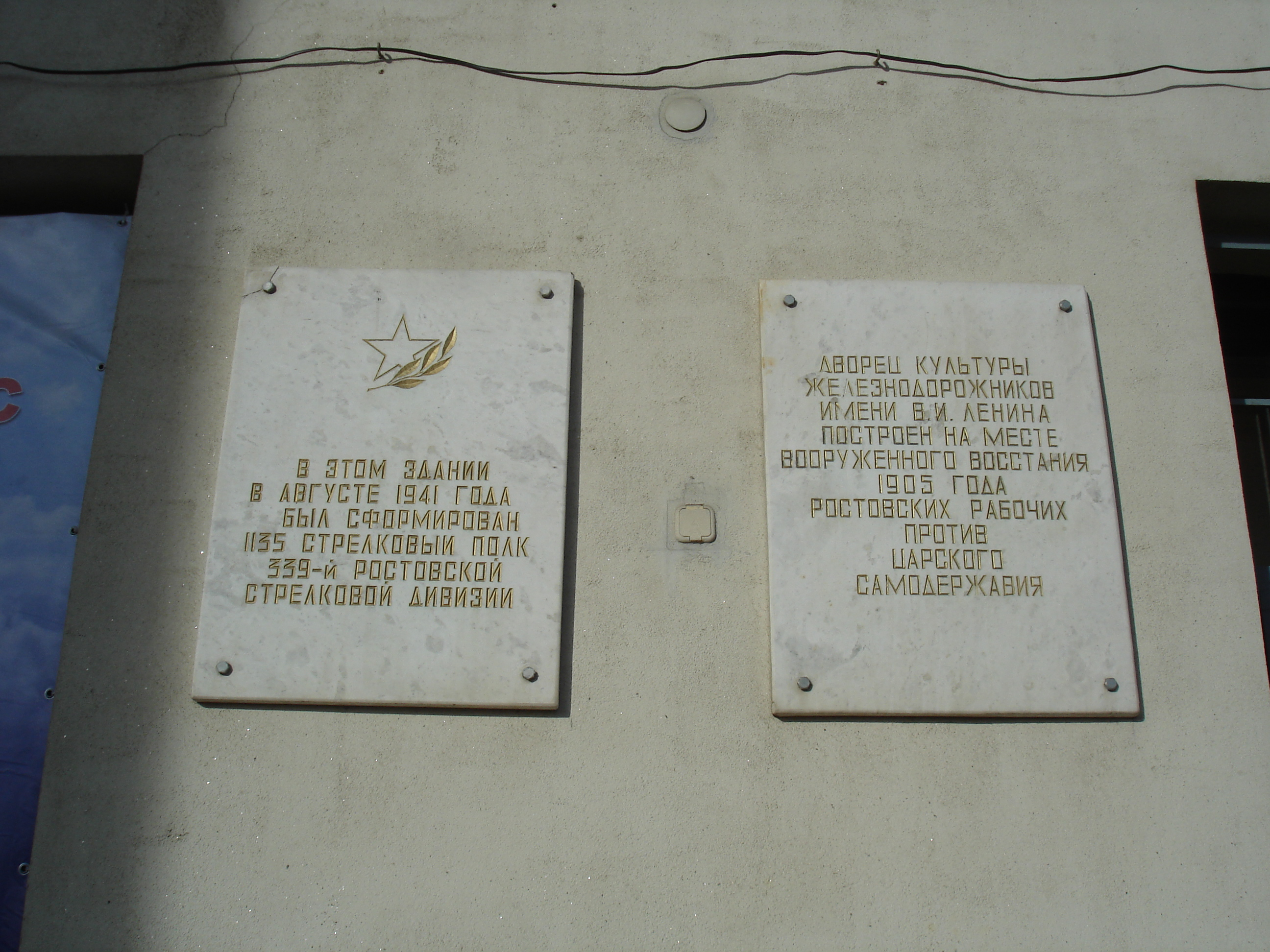
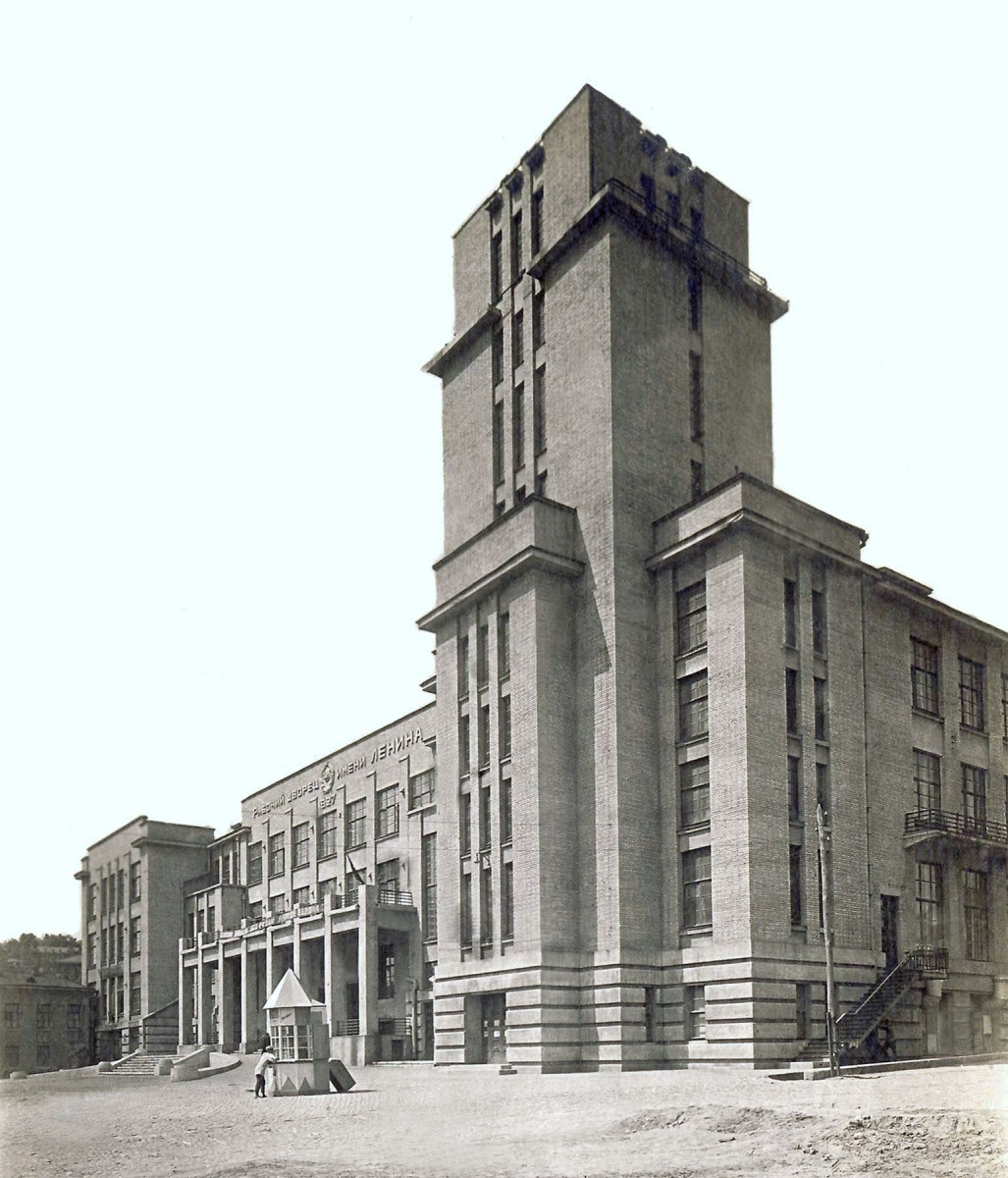
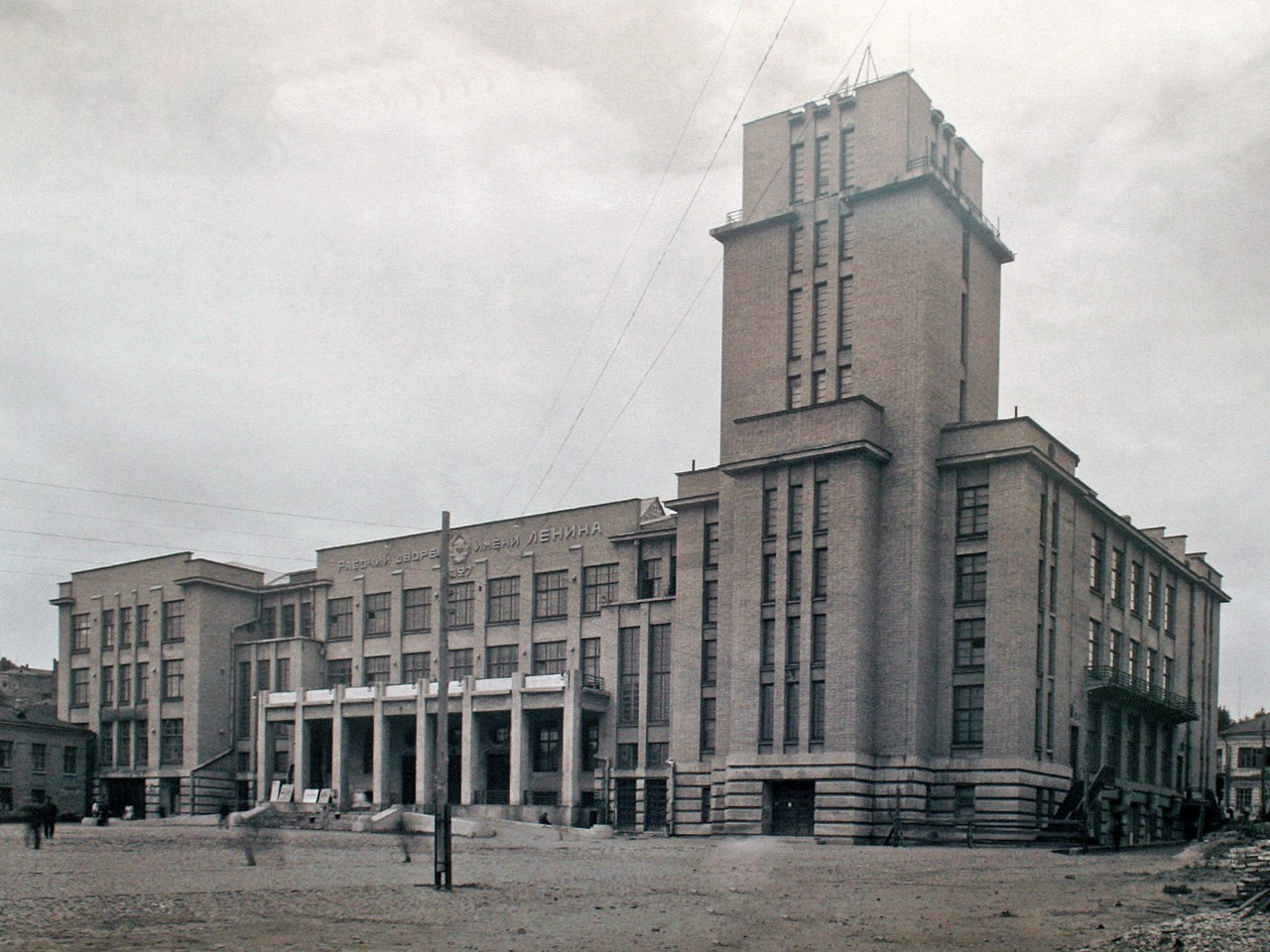

## Руководители
В послевоенные годы директорами Дворца культуры были: Н. П. Руманов, К. К. Делин, В. П. Кудряшов, Р. У. Цыбульский, А. В. Подгорный, В. В. Башкиров, Л. М. Рафаэлов, Т. В. Наумова, А. Г. Лактионов. В настоящее время Дворцом руководит Заслуженный работник культуры РФ И. В. Шевченко.